# Obi-Wan Kenobi (serial)
Obi-Wan Kenobi este un serial TV american științifico-fantastic din 2022 creat pentru serviciul de streaming Disney+, care prezintă personajul omonim din franciza Războiul stelelor. Situat la zece ani după evenimentele din Războiul stelelor - Episodul III: Răzbunarea Sith (2005), serialul urmărește pe Kenobi pe măsură ce pornește să o salveze pe Prințesa Leia (Vivien Lyra Blair) de la Imperiul Galactic, conducând spre o confruntare cu fostul său ucenic, Darth Vader (Hayden Christensen).
Acest proiect a fost realizat la început sub forma unui film spin-off scris de Hossein Amini și regizat de Stephen Daldry, dar a fost refăcut într-un miniserial după eșecul comercial al filmului Solo: O poveste Star Wars (2018). McGregor a fost confirmat că joacă în August 2019, iar Deborah Chow a fost angajată ca regizor o lună mai târziu. Producția a fost plănuită să înceapă în iulie 2020, dar serialul a fost pus în pauză în ianuarie 2020 pentru că Lucasfilm a fost nemulțumit cu scenariile. Joby Harold a fost angajat să rescrie serialul și să fie showrunner în aprilie 2020, fiind unul dintre producătorii executivi alături de Chow, McGregor, Kathleen Kennedy și Michelle Rejwan. Castingul suplimentar a luat loc în martie 2021, cu costaruri ca Joel Edgerton, Bonnie Piesse, Jimmy Smits, James Earl Jones și Christensen întorcându-se în rolurile lor din trilogia prequel. Filmarea a început în mai 2021, fiind folosită tehnologia de perete video StarCraft, și s-a terminat în septembrie. Natalie Holt a compus scorul, iar John Williams a compus tema principală.
Obi-Wan Kenobi a avut premiera la 27 mai 2022, cu primele două episoade, iar celelalte patru episoade au fost lansate săptămânal până la 22 iunie. Serialul a primit în general recenzii pozitive, cu laude la performanțele lui McGregor și Christensen și la regia lui Chow, dar cu unele critici la scenariu.

## Premisă
La zece ani după evenimentele din Războiul stelelor - Episodul III: Răzbunarea Sith (2005) — în care cavalerii Jedi au fost distruși prin Ordinul 66 și ucenicul lui Obi-Wan Kenobi, Anakin Skywalker, a devenit Lordul Sith Darth Vader — Kenobi se ascunde pe planeta Tatooine, veghind asupra fiului lui Anakin, Luke, când este chemat într-o misiune de salvare a fiicei lui Anakin, Leia, după ce aceasta este răpită de Inchizitori - vânătorii de Jedi ai Imperiului Galactic - totul ca un complot pentru a-l scoate pe Kenobi din ascunzătoarea sa. Acest lucru duce la o confruntare între Kenobi și Vader.

## Distribuție
- Ewan McGregor - Obi-Wan Kenobi
- Rupert Friend - Marele Inchizitor
- Sung Kang - Al Cincilea Frate: un inchizitor
- Benny Safdie - Nari
- Joel Edgerton - Owen Lars
- Bonnie Piesse - Beru Whitesun Lars
- Simone Kessell - Breha Organa
- Vivien Lyra Blair - Leia Organa
- Flea - Vect Nokru
- Jimmy Smits - Bail Organa

## Episoade

### Sezonul I
| Nr. | Titlu      | Regizat de   | Scris de | Data lansării |
| --- | ---------- | ------------ | --- | ------------- |
| 1 | „Part I”   | Deborah Chow | Poveste de: Stuart Beattie și Hossein Amini Scenariu de: Joby Harold și Hossein Amini și Stuart Beattie               | 27 mai 2022   |
| La zece ani după aplicarea Ordinului 66, când majoritatea cavalerilor Jedi au fost uciși, Marele Inchizitor, al cincilea frate și a treia soră (Reva Sevander) găsesc un Jedi supraviețuitor, Nari, pe Tatooine. Reva devine nerăbdătoare și încearcă să-l omoare, forțând Marele Inchizitor să o oprească, permițându-i lui Nari să scape. Marele Inchizitor își exprimă dezaprobarea față de imprudența și obsesia lui Reva de a găsi un alt Jedi supraviețuitor, Obi-Wan Kenobi, care, fără să știe, se află tot pe Tatooine. Sub pseudonimul „Ben”, Kenobi lucrează la o fabrică de carne și veghează asupra unui tânăr, Luke Skywalker, fiul fostului său ucenic, devenit acum inamic, Anakin Skywalker. El este bântuit de amintirile trecutului său și nu poate comunica cu fostul său maestru Qui-Gon Jinn prin intermediul Forței. Kenobi refuză să-l ajute pe Nari, iar mai târziu îi vede cadavrul spânzurat în oraș. Pe planeta Alderaan, fiica lui Anakin, Leia, care a fost adoptată de prietenul lui Kenobi, senatorul Bail Organa, este răpită de gașca lui Vect Nokru, un grup de vânători de recompense angajați de Reva pentru a-l ademeni pe Kenobi. Organa îl contactează pe Kenobi și îl roagă s-o salveze pe Leia. Kenobi refuză la început, dar cedează după se îl întâlnește personal cu Organa. |            |              | |               |
| 2 | „Part II”  | Deborah Chow | Poveste de: Stuart Beattie și Hossein Amini Scenariu de: Joby Harold                                                  | 27 mai 2022   |
| După ce îi urmărește pe răpitori pe planeta Daiyu, Kenobi îl întâlnește pe escrocul Haja Estree, care se preface a fi un Jedi. Haja îl îndrumă pe Kenobi spre locul unde se află Leia, unde îi învinge pe răpitori și o salvează. Marele Inchizitor află de prezența sa și blochează orașul. Reva nu ascultă ordinul de a se retrage și pune o nouă recompensă pe capul lui Kenobi, determinând mercenarii din jurul orașului să-l caute pe el dar și pe Leia. Când Leia își dă seama că aceștia îl caută pe Kenobi, își pierde încrederea în el și fuge; el o urmează pe un acoperiș. Cu mercenarii care încearcă să-i omoare, Leia sare de pe acoperiș și Kenobi o salvează folosind Forța, câștigându-i încrederea. Haja îi găsește și îi direcționează către un port de marfă nepăzit din care pot scăpa, dar nu o poate opri pe Reva să-i urmărească. Reva îi dezvăluie lui Kenobi că Anakin, cunoscut acum ca Darth Vader, este încă în viață, ceea ce îl șochează; el a presupus că Anakin a murit cu zece ani în urmă. Marele Inchizitor sosește pentru a-l aresta pe Kenobi însuși, dar Reva îl înjunghie cu sabia laser, permițând din neatenție lui Kenobi și Leia să scape. În altă parte, Darth Vader se trezește într-un rezervor bacta (de vindecare).                                                     |            |              | |               |
| 3 | „Part III” | Deborah Chow | Joby Harold & Hannah Friedman și Hossein Amini și Stuart Beattie                                                      | 1 iunie 2022  |
| 4 | „Part IV”  | Deborah Chow | Joby Harold și Hannah Friedman                                                                                        | 8 iunie 2022  |
| 5 | „Part V”   | Deborah Chow | Joby Harold și Andrew Stanton                                                                                         | 15 iunie 2022 |
| 6 | „Part VI”  | Deborah Chow | Poveste de: Stuart Beattie și Joby Harold & Andrew Stanton Scenariu de: Joby Harold & Andrew Stanton și Hossein Amini | 22 iunie 2022 |